# Opuntia plumbea
Opuntia plumbea là một loài thực vật có hoa trong họ Cactaceae. Loài này được Rose mô tả khoa học đầu tiên năm 1908.